# آئورورا رودریگس کارباییرا
آئورورا رودریگس کارباییرا (انگلیسی: Aurora Rodríguez Carballeira؛ ۲۳ آوریل ۱۸۷۹ – ۲۸ دسامبر ۱۹۵۵) یک زن اسپانیایی و مادر ایلدگارت رودریگس کارباییرا بود، دختری که او را با نیت انجام یک آزمایش علمی باردار شد و می‌خواست الگویی برای «زن آینده» باشد.
اگرچه او در مورد سن خود دروغ گفته‌است و تاریخ‌های گوناگونی برای زادروزش منتشر شده‌است، اما اعتقاد بر این است که وی در سال ۱۸۷۹، در خانه خانوادگی‌شان در خیابان ماگدالنا، در فرول لاکرونیا در اسپانیا به دنیا آمد. پدر و مادر او «فرانسیسکو رودریگس آریولا» (زادهٔ ۱۸۳۳) و «آنا کارباییرا لوپس» بودند. او توسط پدری دلسوز و مهربان از طبقه فرادست و در شرایطی نامتعارف بزرگ شد.
آئورورا فقدان تحصیلات رسمی خود را در دوران کودکی و جوانی با مطالعه کتاب‌های فراوانی از کتابخانه پدرش جبران کرد. او که همیشه از این فقدان تحصیل پشیمان بود (و شاید یکی از دلایلی بود که دخترش را برای تحصیلات عالیه و کارهایی که خودش نکرده بود، تربیت کرد) آئورورا از آن دوران ایده‌های مترقی آزادی‌خواهانه، و سوسیالیستی عمیقاً آرمانگرا داشت.
آئورورا دختر نابغه‌اش را ۹ ژوئن ۱۹۳۳ با شلیک چهار گلوله در حین خواب به قتل رساند و هرگز از کشتن ایلدگارت پشیمان نشد و تکرار کرد که اگر به گذشته برگردد، دوباره این کار را خواهد کرد. او پس از محاکمه به ۲۶ سال زندان محکوم شد که بیشتر آن را در آسایشگاه روانی سیمپوسوئلوس گذراند.
تا زمانی که سوابق پزشکی او در سال ۱۹۷۷ پیدا شد، اعتقاد بر این بود که آئورورا در حین جنگ داخلی اسپانیا ناپدید شده‌است، اما او در واقع در ۲۸ دسامبر ۱۹۵۵ بر اثر سرطان در آسایشگاه روانی سیمپوسوئلوس درگذشت. او را در یک گور دسته جمعی به خاک سپردند.